# Савој (Тексас)
Савој (енгл. Savoy) град је у америчкој савезној држави Тексас. По попису становништва из 2010. у њему је живело 831 становника.

## Демографија
Према попису становништва из 2010. у граду је живело 831 становника, што је 19 (2,2%) становника мање него 2000. године.
| Група             | 2000.       | 2010.       |
| Белци             | 797 (93,8%) | 751 (90,4%) |
| Афроамериканци    | 4 (0,5%)    | 19 (2,3%)   |
| Азијати           | 3 (0,4%)    | 4 (0,5%)    |
| Хиспаноамериканци | 22 (2,6%)   | 30 (3,6%)   |
| Укупно            | 850         | 831         |